# Brian Baker
Brian Baker é um músico, compositor e produtor musical americano.

## Biografia
Em 1980, fundou em Whashington D.C. a lendária banda de hardcore punk Minor Threat, com Ian MacKaye. A banda durou pouco, sendo encerrada em 1983.
Em 1986 fundou a influente banda Dag Nasty, sendo um dos precursores da música "emocore", termo que inclusive, Brian é creditado por alguns (principalmente por Ian Mackaye) de ter criado, em algo que a princípio era uma brincadeira pois na época as pessoas costumavam juntar palavras aleatórias com "core", então veio por criar o "emocore" em uma entrevista, de forma irônica, que acabou se tornando popular.
Em 1994 foi convidado a assumir uma das guitarras da banda estadunidense de punk rock Bad Religion, em substituição ao fundador Brett Gurewitz, que na época enfrentava problemas com drogas e estava disposto a assumir integralmente o comando da gravadora Epitaph Records.

## Discografia

### EPs
- In Our Backyard (2006)

### Com o Big Head Little Body
- Happiness (single) (1998)
- Bug (1999)

### Com o Minor Threat
- Minor Threat EP (1981)
- In My Eyes EP (1981)
- Out of Step (1983)
- Salad Days EP (1985)

### Com o The Makers
- The Maker's (1990)
- Hokey Pokey (1991)

### Com o Bad Religion
- The Gray Race (1996)
- Tested (1997)
- No Substance (1998)
- The New America (2000)
- The Process of Belief (2002)
- The Empire Strikes First (2004)
- New Maps of Hell (2007)
- The Dissent of Man (2010)
- True North (2013)
- Age of Unreason (2019)